# Chiesa dei Santi Fabiano e Sebastiano (Borgo San Giacomo)
La chiesa dei Santi Fabiano e Sebastiano è il principale luogo di culto cattolico di Motella, frazione del comune italiano di Borgo San Giacomo, in provincia e diocesi di Brescia. Sede parrocchiale, si trova nella zona pastorale della Bassa Occidentale.

## Storia
La prima chiesa di Motella venne costruita tra la fine del XV secolo e l'inizio del secolo successivo. Probabilmente era posta sotto il giuspatronato della famiglia Martinengo, signori di Motella.
Nel 1565 ricevette la visita del vescovo di Brescia Domenico Bollani, il quale ordinò la costruzione del campanile, l'apertura di due finestre nell'aula, la rimozione del pulpito e la restaurazione dell'altare dedicato alla Madonna. Ordinò anche la sostituzione della pala dell'altare maggiore, che si trovava in pessime condizioni.
Nel 1580 ricevette la visita del cardinale Carlo Borromeo, il quale riporta che la chiesa era inserita nella vicarìa di Pedergnaga. Risulta che la chiesa non avesse alcun reddito, e che pertanto il parroco, unico esponente del clero in loco, fosse stipendiato annualmente dalla comunità. Nella chiesa, non consacrata, c'erano tre altari.
Nel 1770 l'edificio fu parzialmente demolito per fare spazio alla nuova costruzione, completata nel 1780 su disegno, probabilmente, dell'abate Antonio Marchetti, che in quel periodo stava eseguendo lavori sul castello della Motella. Dell'edificio antico, di cui agli inizi del XIX secolo furono distrutte le parti rimanenti, rimane il fonte battesimale, riadattato ad acquasantiera, alcune strutture dell'abside e un bassorilievo raffigurante un'aquila, simbolo dei Martinengo.
L'edificio fu inaugurato la terza domenica di luglio (16 luglio) del 1780, mentre negli anni immediatamente successivi furono aggiunti la sacrestia (1782) e l'organo (1784). Infine, nel 1796 fu recintato il sagrato (recinzione oggi non più presente)
Nel 1888 il comune di Padernello (di cui Motella era divenuta frazione) ordinò l'abbattimento del campanile, che fu ricostruito (come ricorda la lapide commemorativa) nel 1905. Nel 1923, inoltre, venne eretta la nuova facciata della chiesa, e il 15 ottobre dello stesso anno il vescovo Giacinto Gaggia (poi arcivescovo) consacrò l'edificio rinnovato. 
Nel febbraio 1932 vennero fuse a Cremona le nuove campane, poi installate sulla torre, mentre al 1944 risalgono i nuovi affreschi, opera di Giacomo Prandelli. 
Nel 1981 vennero eseguiti ampi restauri dalla ditta Calzoni di Quinzano d'Oglio, mentre nel 1984 venne restaurata la torre campanaria, su cui nel 2002 fu sostituito il castello campanario con uno antivibrazioni.
Agli inizi del XXI secolo subì importanti lavori di restauro, che hanno interessato la copertura (tra il 2004 e il 2005), il battistero (2006), dove fu ripristinato il fonte battesimale di pietra, il consolidamento strutturale dell'intero edificio (2007), gli affreschi (2008), la zona presbiteriale (2009), dove fu aggiunta la mensa eucaristica rivolta verso l'aula, e, da ultimo, la facciata (2013).

## Descrizione

### Esterno
La chiesa si presenta a pianta rettangolare, terminata a sud da un presbiterio anch'esso rettangolare e da un'abside semicircolare.
La facciata, a doppio registro e sormontata da un frontone rettangolare, è scandita da lesene composite, sei nell'ordine inferiore e quattro in quello superiore. Al centro si hanno il portale di ingresso principale, decorato da un cornicione, nel registro inferiore e un finestrone rettangolare, sormontato da un architrave, in quello superiore. In sommità si trovano cinque statue raffiguranti il Redentore (alla sommità del frontone) e i santi Fabiano e Sebastiano, ai lati del frontone stesso, e i santi Pietro e Paolo nelle parti laterali. 
Sul lato ovest, staccato dal corpo principale, si innalza il campanile novecentesco. Su di esso, ne ricorda la costruzione una lapide che recita: «Cadente fui demolita/ risorgente abbellita/ La fabbriceria ed il Comune - 1905».

### Interno
L'interno, avente superfici ornate con decorazioni murali, si presenta a navata unica. La copertura è costituita da una volta a botte scandita da membrature, conclusa da una volta a vela sul presbiterio e semi-cupola sull'abside. Un cornicione aggettante percorre il perimetro interno e segna il punto di innesto delle volte sulle mura perimetrali.
L'altare maggiore contiene una pala rappresentante i santi Fabiano e Sebastiano, la cui cornice in gesso reca la data "1779", e un intarsio marmoreo, composto da elementi decorativi naturalistici e realizzati con pietre preziose (tra cui onici, madreperle, lapislazzuli) e coronato da due volute laterali che si inseriscono nella struttura architettonica. La tarsia, che originariamente decorava l'altare di sinistra, fu fatta spostare nel 1943 per volere di monsignor Giuseppe Lazzaroni.
L'altare di sinistra è decorato con due pilastri addossati alle pareti e decorati con stucchi e festoni dorati, i quali sorreggono un timpano aggettante da cui si affacciano puttini festanti. L'altare presenta nella sua trabeazione classicheggiante, decorata con triglifi, una scritta: "P.G.R. a peste liberati 1867". In essa è conservata la pala raffigurante una Deposizione dalla Croce, opera di Sante Cattaneo del 1777. Risulta di particolare pregio anche il tabernacolo marmoreo. 
L'altare di destra, realizzato con una struttura simile a quello di sinistra, ospita, in una nicchia, una statua raffigurante la Madonna del Rosario. Tutt'intorno vi sono quattordici piccole tele del Settecento, raffiguranti i fatti più salienti della vita e della morte di Gesù.
Sulle pareti laterali del presbiterio si trovano due cantorie, delle quali quella sinistra contiene l'organo, realizzato nei primi anni del XX secolo dall'organaro Andrea Nicolini. Durante i lavori di restauro, eseguiti tra il 2000 e il 2002, sulla tastiera fu installato un dispositivo removibile che permette l'utilizzo dello strumento anche in assenza dell'organista